# Берутувское княжество
Берутувское княжество (пол. Księstwo Bierutowskie) или Герцогство Бернштадт (нем. Herzogtum Bernstadt, чеш. Bernštatské knížectví) — одно из Силезских княжеств со столицей в Берутуве.

## История
Город Берутув был частью образованного в начале XIV века Олесницкого княжества и находился под управлением олесницкой ветви дома Силезских Пястов. В 1416 году вместе с городами Конты-Вроцлавске, Прудник и Сыцув он был отделен от Олесницкого княжества и передан во владение Конраду IV Олесницкому, ставшему в следующем году епископом вроцлавским. После смерти Конрада IV в 1447 году Берутув вернулся в состав Олесницкого княжества.

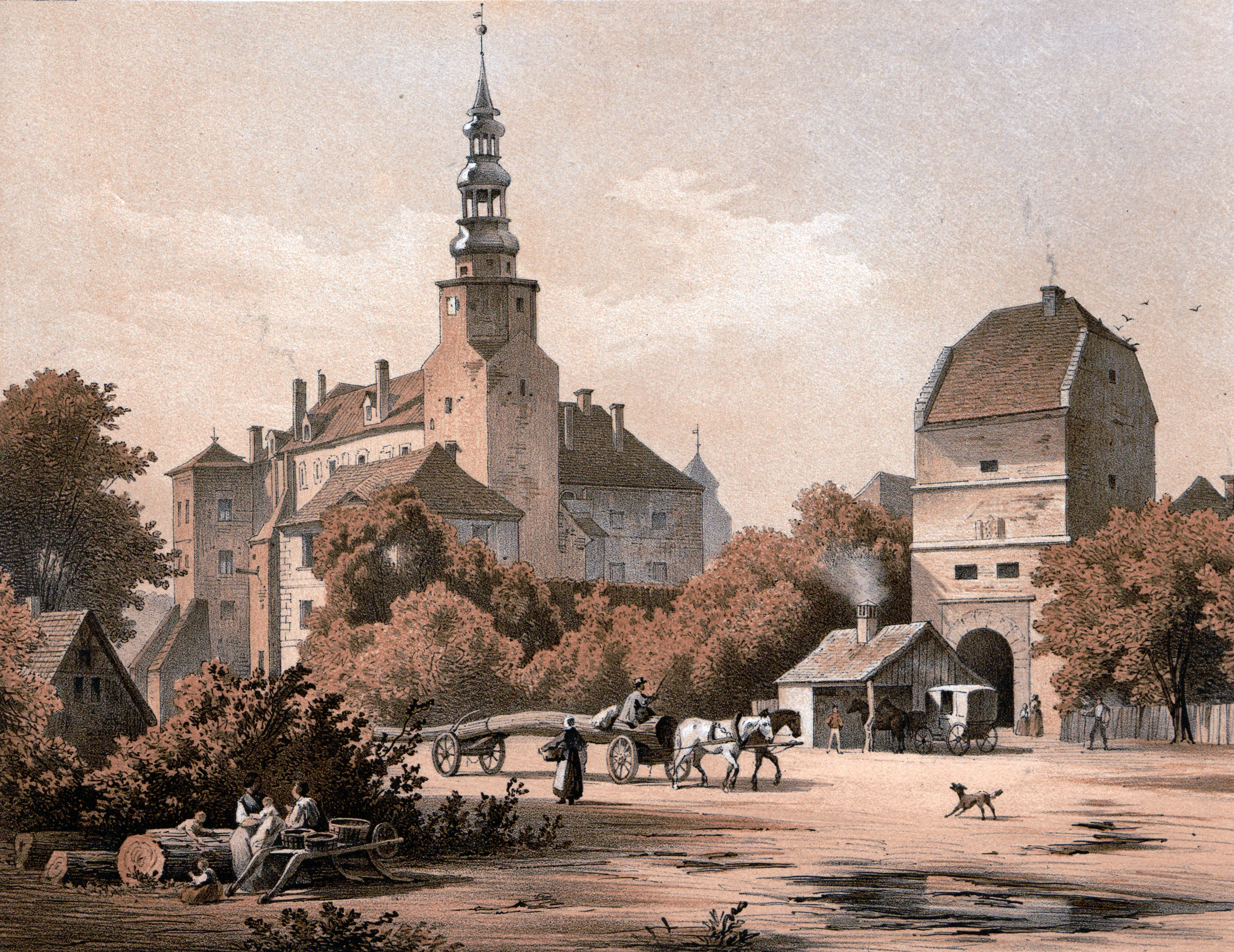
Замок в Берутуве (XIX век)

После пресечения олесницкой линии Силезских Пястов в 1492 году Берутув вместе со всем Олесницким княжеством отошел к Чешскому королевству на правах сюзерена. В 1495 году король Чехии Владислав II Ягеллон передал Олесницкое княжество сыну покойного короля Йиржи из Подебрад, зембицкому князю Генриху I.
В 1542 году внуки князя Генриха I решили продать Зембицкое княжество и разделить Олесницкое княжество. Старший из братьев, Иоахим, избрал церковную карьеру и стал князем-епископом Бранденбургским. Младшие братья Иоганн и Георг сохранили за собой Олесницкое княжество. Для второго по страшинству из братьев, Генриха II, город Берутув с округом был выделен в самостоятельное княжество.
В 1574 году старший сын князя Генриха II Генрих III Мюнстербергский из-за больших долгов продал Берутувское княжество Генриху фон Шинделю. Семейство фон Шиндель владело им на правах залогодержателей до 1604 года, когда младший брат Генриха III князь Олесницкий Карл II Мюнстербергский выкупил его обратно.
Когда в 1647 году династия панов из Подебрад пресеклась, император Фердинанд III даровал Олесницкое и Берутувское княжества Сильвию Нимроду Вюртембергскому, зятю последнего князя из дома Подебрад. Оно оставалось вассалом чешской короны, пока не было завоевано Пруссией в ходе Силезских войн.
Сыновья Сильвия Нимрода разделили отцовские владения в 1672 году, и Берутувское княжество, или герцогство Бернштадт, было выделено для второго сына Христиана Ульриха. Ему наследовал племянник Карл Вюртемберг-Бернштадтский, после смерти которого в 1745 году внук Христиана Ульриха, герцог Олесницкий Карл Кристиан Эрдман, унаследовал Берутув и вернул его в состав Олесницкого княжества.

## Князья Берутува
| #                                                    | Портрет                                              | Имя (годы жизни)                                              | Родители                                                                             | Годы правления | Примечания                                                                                   |
| ---------------------------------------------------- | ---------------------------------------------------- | ------------------------------------------------------------- | ------------------------------------------------------------------------------------ | -------------- | -------------------------------------------------------------------------------------------- |
| Паны из Подебрад                                     |                                                      |                                                               |                                                                                      |                |                                                                                              |
| 1                                                    |                                                      | Генрих II Мюнстербергский (29 марта 1507 — 2 августа 1548)    | Карл I Мюнстербергский Анна Жаганьская                                               | 1542-1548      | князь Зембицкий (с 1536 по 1542 год), князь Олесницкий (с 1536 по 1542 год)                  |
| 2                                                    |                                                      | Иоганн Мюнстербергский (4 ноября 1509 — 28 февраля 1565)      | Карл I Мюнстербергский Анна Жаганьская                                               | 1548-1565      | князь Зембицкий (с 1536 по 1542 и с 1559 по 1565 год), князь Олесницкий (с 1536 по 1565 год) |
| 3                                                    |                                                      | Генрих III Мюнстербергский (29 апреля 1542 — 10 апреля 1587)  | Генрих II Мюнстербергский Маргарита Мекленбург-Шверинская                            | 1565-1574      |                                                                                              |
| Во владении семьи фон Шиндель (как залогодержателей) | Во владении семьи фон Шиндель (как залогодержателей) | Во владении семьи фон Шиндель (как залогодержателей)          | Во владении семьи фон Шиндель (как залогодержателей)                                 | 1574-1604      |                                                                                              |
| 4                                                    |                                                      | Карл II Мюнстербергский (15 апреля 1545 — 28 февраля 1617)    | Генрих II Мюнстербергский Маргарита Мекленбург-Шверинская                            | 1604-1617      | князь Олесницкий (с 1565 по 1617 год)                                                        |
| 5                                                    |                                                      | Генрих Вацлав Мюнстербергский (18 октября 1593 — 31 мая 1647) | Карл II Мюнстербергский Елизавета Магдалена Бжегская                                 | 1617-1639      |                                                                                              |
| 6                                                    |                                                      | Карл Фредерик Мюнстербергский (18 октября 1593 — 31 мая 1647) | Карл II Мюнстербергский Елизавета Магдалена Бжегская                                 | 1639-1647      | князь Олесницкий (с 1617 по 1647 год)                                                        |
| Вюртембергский дом                                   |                                                      |                                                               |                                                                                      |                |                                                                                              |
| 7                                                    |                                                      | Сильвий I Нимрод Вюртембергский (2 мая 1622 — 24 апреля 1664) | Юлий Фридрих, герцог Вюртемберг-Вайльтинген Анна Сабина Шлезвиг-Гольштейн-Зондербург | 1648-1664      | герцог Олесницкий (с 1648 по 1664 год)                                                       |
| 8                                                    |                                                      | Карл Фердинанд (1650 — 1669)                                  | Сильвий I Нимрод Вюртембергский Эльжбета Мария Олесницкая                            | 1664-1669      |                                                                                              |
| 9                                                    |                                                      | Сильвий II Фридрих (21 февраля 1651 — 3 июня 1697)            | Сильвий I Нимрод Вюртембергский Эльжбета Мария Олесницкая                            | 1664-1672      | герцог Олесницкий (с 1664 по 1697 год)                                                       |
| 10                                                   |                                                      | Христиан Ульрих (9 апреля 1652 — 5 апреля 1704)               | Сильвий I Нимрод Вюртембергский Эльжбета Мария Олесницкая                            | 1672-1697      | герцог Олесницкий (с 1664 по 1672 и с 1697 по 1704 год)                                      |
| 11                                                   |                                                      | Юлий Зигмунд (18 августа 1653 — 15 октября 1684)              | Сильвий I Нимрод Вюртембергский Эльжбета Мария Олесницкая                            | 1664-1672      |                                                                                              |
| 12                                                   |                                                      | Карл (11 марта 1682 — 8 февраля 1745)                         | Юлий Зигмунд Анна София Мекленбург-Шверинская                                        | 1697-1745      |                                                                                              |
| 13                                                   |                                                      | Карл Кристиан Эрдман (26 октября 1716 — 14 декабря 1792)      | Христиан Ульрих II Вюртембергский Филиппина Шарлотта фон Редерн                      | 1745           |                                                                                              |
| В 1745 году вернулось в состав Олесницкого княжества |                                                      |                                                               |                                                                                      |                |                                                                                              |